# Federación Caboverdiana de Fútbol
La Federación Caboverdiana de Fútbol (en portugués: Federação Cabo-verdiana de Futebol) es el organismo rector del fútbol en  Cabo Verde. Está afiliada a la Confederación Africana de Fútbol y su presidente es Mário Semedo.